# 구스다운
구스다운은 대한민국의 음악 그룹이다. 2019년 싱글 앨범 [양철장난감]으로 데뷔했다.

## 방송
- 락쿵 (2022) - Top47

## 음반
- 양철장난감 (2019)
- 개구리 (Frog) (2019)
- Room (2020)
- Placebo (2021)
- Recall (2022)
- 카니발 (Cannibal) (2023)

## 공연
- Thanks For Your Service 릴레이 ROCK 콘서트 (2022)
- New Kidz on the HUKEZ vol.4 (2022)
- HUKEZ SPECIAL MATCH vol.5 (2022)
- 2023 경록절 마포르네상스 (2023)